# Holzmarkt (Ludwigsburg)

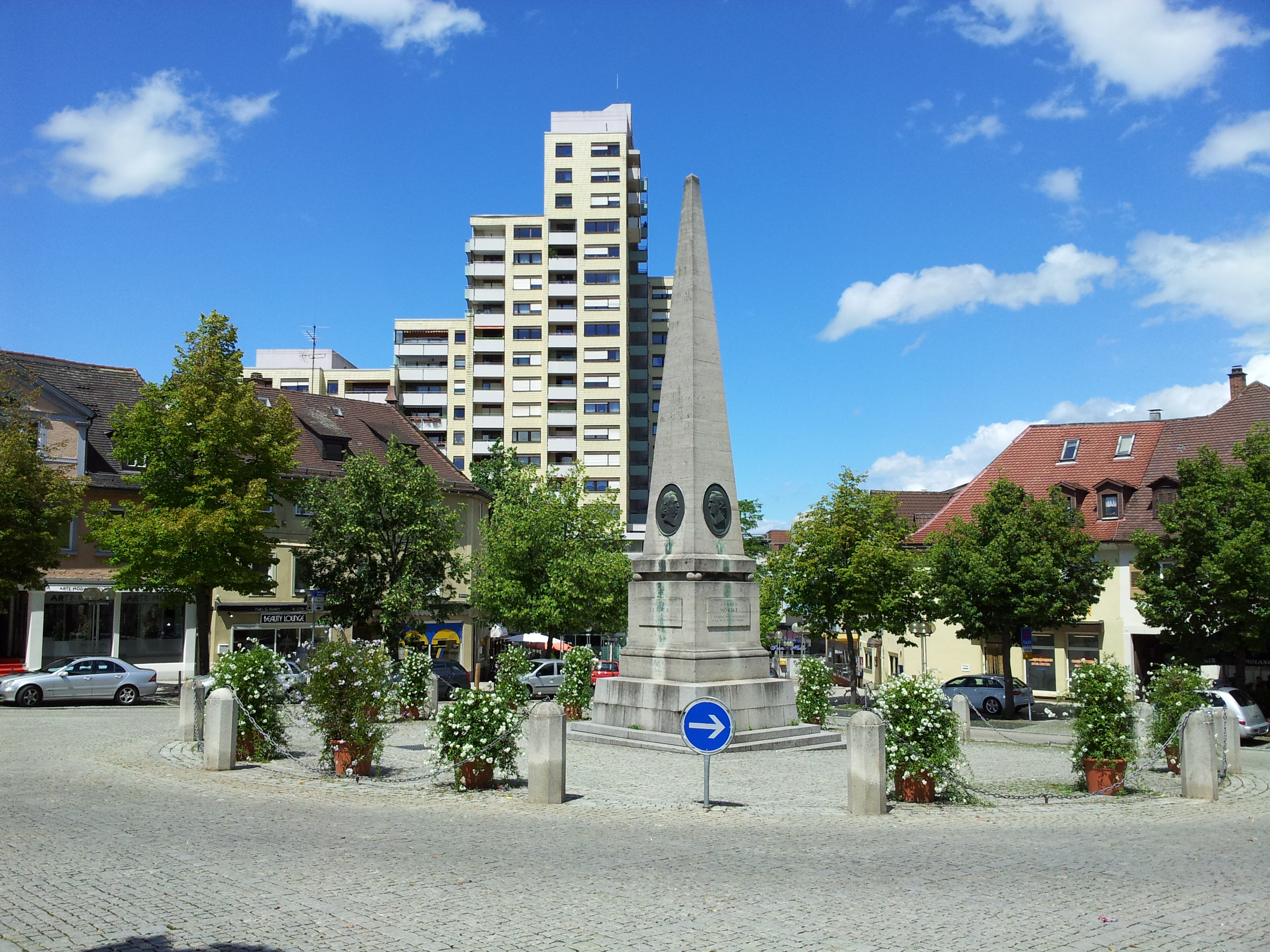
Der Holzmarkt mit dem Marstall-Center im Hintergrund.

Der Holzmarkt ist ein Platz im baden-württembergischen Ludwigsburg.

## Beschreibung
Gestaltet wurde der achteckige, abschüssige Platz vom italienischen Baumeister Donato Giuseppe Frisoni. Er hilft beim Überwinden des Höhenunterschieds zwischen Schloss und Marktplatz und diente, wie der Name schon andeutet, lange Jahre dem Holzhandel. Heute befindet sich darauf ein Kreisverkehr. Der sich in der Platzmitte befindliche Obelisk wurde 1953 an Stelle eines Brunnens errichtet. Je eine der vier Seiten ist den vier großen Ludwigsburgern Dichtern gewidmet:
- Justinus Kerner,
- David Friedrich Strauß,
- Theodor Friedrich Vischer und
- Eduard Mörike.[2]